# TXT (zespół muzyczny)
TXT (hangul: 투모로우바이투게더, MOCT: Tumorou bai tugedeo; skrót od Tomorrow X Together) – południowokoreański boysband założony przez Big Hit Entertainment. Grupa składa się z pięciu członków: Yeonjun, Soobin, Beomgyu, Taehyun oraz Huening Kai. Po serii promocyjnych zapowiedzi opublikowanych w styczniu 2019 roku zespół zadebiutował 4 marca z minialbumem The Dream Chapter: Star.

## Historia

### Przed debiutem
Plany dotyczące powstania drugiej grupy męskiej przez Big Hit Entertainment zostały ogłoszone przez założyciela Bang Si-hyuka już w 2017 roku. Firma oficjalnie ujawniła plany debiutu drugiego boysbandu w listopadzie 2018 roku, z planowaną datą na początek 2019 roku.
Niedługo potem ogłoszono liczbę członków (pięciu) oraz spodziewany debiut w marcu 2019 roku, mimo że agencja temu drugiemu zaprzeczyła. Zespół TXT został oficjalnie ujawniony 10 stycznia 2019 roku, po opublikowaniu przez Big Hit postu w serwisie społecznościowym, a także teaserze opublikowanym na stronie grupy. W ciągu następnych dziesięciu dni w serwisie YouTube ukazały się filmy przedstawiające każdego z członków, zwane „filmami wprowadzającymi”. Trzy dni później po filmach pojawił się zwiastun z finałowym składem: Yeonjun, Soobin, Beomgyu, Hueningkai i Taehyun. Druga seria indywidualnych zwiastunów („questioning films”) została wydana w ostatnim tygodniu stycznia.

### 2019: Debiut iThe Dream Chapter: Magic
7 lutego 2019 Big Hit Entertainment potwierdziło datę ich oficjalnego debiutu – 4 marca, zapowiedziano debiutancki program, który został wyemitowany na kanale Mnet, a także tytuł debiutanckiego wydawnictwa The Dream Chapter: Star (kor. 꿈의 장: STAR). Po premierze płyty, 5 marca odbył się debiutancki showcase, w hali Yes24 Live Hall. Minialbum zajął 1 miejsce w rankingu iTunes Top Album w 44 krajach, znalazł się szczycie list Gaon Album Chart i Billboard World Albums Chart, podczas gdy „Crown” zadebiutował na pierwszym miejscu listy Billboard World Digital Songs Chart. Płyta zajęła też 3. pozycję na liście Oricon Album Chart. Grupa zadebiutowała także na pierwszym miejscu listy Billing Emerging Artists i na 140 miejscu na liście Billboard 200. Pierwszy występ TXT w programie muzycznym został wyemitowany 7 marca w M Countdown, a pierwszą wygraną w programie The Show, z singlem „Crown”. Wkrótce potem zwyciężyli też w M Countdown i Show Champion.
9 kwietnia TXT ogłosili swoją pierwszą zagraniczną trasę koncertową w Stanach Zjednoczonych, obejmującą sześć amerykańskich miast – Nowy Jork, Chicago, Los Angeles, Dallas, Orlando i Atlanty, od 9 do 24 maja. Bilety na wszystkie występy zostały wyprzedane niedługo po ruszeniu sprzedaży. 20 czerwca grupa ogłosiła, że wystąpi na dwóch największych festiwalach mody w Japonii – 27 sierpnia na Kansai Collection’s Autumn/Winter 2019, a następnie 7 września na Tokyo Girls Collection’s Autumn/Winter 2019. 6 lipca TXT wystąpili na festiwalu muzycznym KCON 2019 NY w Madison Square Garden, w Nowym Jorku przed 55 tys. widzów. Później w tym samym miesiącu TXT otrzymali swoją pierwszą nominację do MTV Video Music Award w kategorii „Best K-pop”.
8 sierpnia 2019 roku firma Big Hit Entertainment ogłosiła, że pierwotnie planowali wydać nowy album w sierpniu, ale ze względu na zdiagnozowanie u Soobina zakaźnego zapalenia spojówek i z powodów zdrowotnych Yeonjuna, premiera została przełożona na wrzesień. 20 sierpnia Big Hit ujawnił, że u członków Taehyun i Huening Kai również zdiagnozowano zapalenie spojówek, dlatego zmiana harmonogramu albumu „stała się nieunikniona”, zmieniając datę wydania z września na październik.
Pierwszy album studyjny grupy, zatytułowany The Dream Chapter: Magic (kor. 꿈의 장: MAGIC), ukazał się 21 października. Głównym singlem był „Run Away” (kor. 9와 4분의 3 승강장에서 너를 기다려 (Run Away)). Muzycznie album składa się z wielu różnych gatunków muzycznych, w tym R&B, tropical house, akustycznego popu i hip-hopu. Album zadebiutował na szczycie Gaon Album Chart, przekraczając 124 tys. sprzedanych kopii w pierwszym tygodniu. Album zadebiutował na 3 miejscu listy Billboard World Albums Chart oraz na 6 miejscu listy Heatseekers Albums. Cztery utwory z albumu weszły na listę Billboard World Digital Songs, a singel „Run Away” zadebiutował na 2. miejscu. Billboard i Dazed nazwali później „Run Away” jedną z najlepszych piosenek K-popowych roku.
Sukces komercyjny TXT w pierwszych miesiącach przyniósł im kilka nagród dla debiutantów na najważniejszych koreańskich ceremoniach pod koniec roku, w tym Asia Artist Awards, Melon Music Awards, Mnet Asian Music Awards, Golden Disc Awards, Gaon Chart Music Awards i Seoul Music Awards.

### 2020: Japoński debiut,The Dream Chapter: EternityiMinisode 1: Blue Hour
15 stycznia 2020 roku TXT zadebiutowali w Japonii z singlem „MAGIC HOUR”, który zawiera japońskie wersje utworów „Run Away”, „Crown” i „Angel or Devil”. Krążek zadebiutował na 2. miejscu listy Oricon Single Chart. 19 stycznia ogłoszono, że zespół wystąpi w japońskiej telewizji, w programie Music Station stacji TV Asahi, gdzie wykonali japońską wersję utworu „Run Away”. Singel uzyskał złoty certyfikat od RIAJ.
28 kwietnia Big Hit Entertainment ogłosiło, że TXT wydadzą drugi minialbum. The Dream Chapter: Eternity (kor. 꿈의 장: ETERNITY) ukazał się 18 maja, z głównym singlem „Can't You See Me?” (kor. 세계가 불타버린 밤, 우린... (Can't You See Me?).
Big Hit Entertainment ogłosiło 24 czerwca, że 19 sierpnia ukaże drugi japoński singel „DRAMA”, zawierający japońskie wersje piosenek „Drama” i „Can't You See Me?” oraz ich japońską piosenkę „Everlasting Shine”.
Trzeci minialbum grupy, zatytułowany Minisode1: Blue Hour, ukazał się 26 października, wraz z teledyskiem do głównego singla „Blue Hour” (kor. 5시 53분의 하늘에서 발견한 너와 나). Album zadebiutował na 3. miejscu na liście albumów Gaon, sprzedając się w liczbie ponad 300 tys. egzemplarzy w pierwszym tygodniu i zdobywając platynowy certyfikat. W Stanach Zjednoczonych płyta zadebiutowała na 25. miejscu listy Billboard 200. Jednocześnie zajął pierwsze miejsce na liście Billboard World Albums, a TXT znaleźli się na szczycie listy Emerging Artists. W Japonii zajął 1. miejsce na liście Oricon Albums Chart. 24 listopada zespół wydał piosenkę zatytułowaną „Your Light” jako ścieżkę dźwiękową do serialu stacji JTBC Live On.

### 2021:Still Dreaming,The Chaos Chapter: FreezeiChaotic Wonderland
Ich pierwszy japoński album studyjny, zatytułowany Still Dreaming, został wydany 20 stycznia 2021 roku.
22 kwietnia Big Hit Music zapowiedziało kolejny comeback grupy pod koniec maja. Drugi album studyjny TXT, The Chaos Chapter: Freeze (kor. 혼돈의 장: FREEZE), ukazał się 31 maja. Płytę promował singel „0X1=Lovesong (I Know I Love You)”, z gościnnym udziałem Seori. 7 maja ogłoszono, że zamówienia w przedsprzedaży albumu w ciągu sześciu dni przekroczyły ponad 520 tys. egzemplarzy. 31 maja, przed oficjalną premierą albumu, zamówienia w przedsprzedaży wzrosły do ponad 700 tys. egzemplarzy, podwajając wynik, który osiągnął poprzedni album. Płyta zadebiutowała na piątym miejscu listy Billboard 200, stając się najwyżej notowanym albumem zespołu w Stanach Zjednoczonych. 24 maja zespół wydał utwór „Love Sight” do ścieżki dźwiękowej serialu telewizyjnego Eoneu nal uri jip hyeongwan-euro myeolmang-i deul-eowassda. 25 czerwca TXT wydali remiks utworu „0X1=Lovesong (I Know I Love You)” z udziałem pH-1, Woodiego Gochilda i Seori. W lipcu The Chaos Chapter: Freeze otrzymał złoty certyfikat od RIAJ. W sierpniu album otrzymał certyfikat potrójnej platyny od KMCA za sprzedaż ponad 750 tys. egzemplarzy.
17 sierpnia zespół wydał The Chaos Chapter: Fight or Escape, repackage album płyty The Chaos Chapter: Freeze, wraz z nowym głównym singlem „Loser=Lover”. 27 października ukazał się teledysk do utworu „Frost” z płyty.
TXT wydali swój pierwszy japoński minialbum Chaotic Wonderland 10 listopada 2021 roku. Na płycie znalazły się japońskie wersje utworów „0X1=Lovesong (I Know I Love You)” (z udziałem Lilas Ikuta, wokalistki japońskiego duetu muzycznego Yoasobi) i „MOA Diary (Dubaddu Wari Wari)”, wraz z oryginalną japońską piosenką „Ito” i pierwszą oryginalną angielską piosenką grupy „Magic”. Utwór „Ito” został skomponowany przez japoński zespół rockowy Greeeen i został użyty jako piosenka przewodnia japońskiej TV dramy Rasen no meikyū -Idenshi sōsa- (jap. らせんの迷宮-遺伝子捜査-) „Spiral Labyrinth – DNA Forensic Investigation”[ja], zaadaptowanego z mangi o tym samym tytule.
24 listopada TXT otrzymali nagrodę „2021 Men of the Year Pop Icon Award” od GQ Japan. 17 stycznia 2022 roku został wydany fikcyjny webtoon o zespole, zatytułowany The Star Seekers.

## Członkowie
| Pseudonim   | Pseudonim | Prawdziwe imię    | Prawdziwe imię | Data urodzenia        | Pozycja                                  |
| Latynizacja | Hangul    | Latynizacja       | Hangul         | Data urodzenia        | Pozycja                                  |
| ----------- | --------- | ----------------- | -------------- | --------------------- | ---------------------------------------- |
| Yeonjun     | 연준      | Choi Yeon-jun     | 최연준         | 13 września 1999(dts) | główny raper, główny tancerz, wokalista  |
| Soobin      | 수빈      | Choi Soo-bin      | 최수빈         | 5 grudnia 2000(dts)   | lider, prowadzący raper, wokalista       |
| Beomgyu     | 범규      | Choi Beom-gyu     | 최범규         | 13 marca 2001(dts)    | prowadzący wokalista, prowadzący tancerz |
| Taehyun     | 태현      | Kang Tae-hyun     | 강태현         | 5 lutego 2002(dts)    | główny wokalista                         |
| Huening Kai | 휴닝카이  | Kai Kamal Huening | –              | 14 sierpnia 2002(dts) | prowadzący wokalista, maknae             |

## Dyskografia

### Albumy studyjne
| Rok                                            | Dane dot. albumu | Najwyższa pozycja | Najwyższa pozycja | Najwyższa pozycja | Najwyższa pozycja | Najwyższa pozycja | Najwyższa pozycja | Najwyższa pozycja | Sprzedaż                                         |
| Rok                                            | Dane dot. albumu | KOR               | AUS               | CAN               | JPN               | JPN Hot           | US                | US World Albums   | Sprzedaż                                         |
| Koreańskie                                     | Koreańskie | Koreańskie        | Koreańskie        | Koreańskie        | Koreańskie        | Koreańskie        | Koreańskie        | Koreańskie        | Koreańskie                                       |
| ---------------------------------------------- | --- | ----------------- | ----------------- | ----------------- | ----------------- | ----------------- | ----------------- | ----------------- | ------------------------------------------------ |
| 2019                                           | The Dream Chapter: Magic (꿈의 장: MAGIC) - Wydany: 21 października 2019 - Wytwórnia: Big Hit - Format: CD, digital download                                                                | 1                 | –                 | –                 | 11                | –                 | –                 | 3                 | - KOR: 491 001+ - JPN: 30 931+                   |
| 2021                                           | The Chaos Chapter: Freeze (혼돈의 장 : FREEZE) - Wydany: 31 maja 2021 - Wytwórnia: Big Hit - Format: CD, digital download                                                                   | 1                 | –                 | 49                | 1                 | 1                 | 5                 | 1                 | - KOR: 1 045 080+ - JPN: 159 184+ - USA: 43 000+ |
| 2021                                           | The Chaos Chapter: Fight or Escape (혼돈의 장_ FIGHT OR ESCAPE) - Repackage albumu The Chaos Chapter: Freeze - Wydany: 17 sierpnia 2021 - Wytwórnia: Big Hit - Format: CD, digital download | 1                 | –                 | –                 | 1                 | 61                | –                 | –                 | - KOR: 1 135 316+ - JPN: 174 537+                |
| 2023                                           | The Name Chapter: Freefall - Wydany: 13 października 2023 - Wytwórnia: Big Hit, Republic - Format: CD, digital download                                                                     | 1                 | 31                | 63                | 1                 | 1                 | 3                 | 1                 | - KOR: 2 672 597+ - JPN: 225 184+ - US: 106 000+ |
| Japońskie                                      | |                   |                   |                   |                   |                   |                   |                   |                                                  |
| 2021                                           | STILL DREAMING - Wydany: 20 stycznia 2021 - Wytwórnia: Big Hit, Universal Music Japan - Format: CD, digital download                                                                        | –                 | –                 | –                 | 1                 | 1                 | 173               | 4                 | - JPN: 101 565+                                  |
| 2023                                           | Sweet - Wydany: 5 lipca 2023 - Wytwórnia: Big Hit, Universal Music Japan, Republic - Format: CD, digital download                                                                           | –                 | –                 | –                 | 1                 | 1                 | 54                | 3                 | - JPN: 333 239+                                  |
| "–" oznacza, że wydawnictwo nie było notowane. | |                   |                   |                   |                   |                   |                   |                   |                                                  |

### Minialbumy
| Rok                                            | Dane dot. albumu | Najwyższa pozycja | Najwyższa pozycja | Najwyższa pozycja | Najwyższa pozycja | Najwyższa pozycja | Sprzedaż                                         |
| Rok                                            | Dane dot. albumu | KOR               | JPN               | JPN Hot           | US                | US World Albums   | Sprzedaż                                         |
| Koreańskie                                     | Koreańskie | Koreańskie        | Koreańskie        | Koreańskie        | Koreańskie        | Koreańskie        | Koreańskie                                       |
| ---------------------------------------------- | --- | ----------------- | ----------------- | ----------------- | ----------------- | ----------------- | ------------------------------------------------ |
| 2019                                           | The Dream Chapter: Star (kor. 꿈의 장: STAR) - Wydany: 4 marca 2019 - Wytwórnia: Big Hit - Format: CD, digital download         | 1                 | 3                 | –                 | 140               | 1                 | - KOR: 426 157+ - JPN: 24 796+                   |
| 2020                                           | The Dream Chapter: Eternity (kor. 꿈의 장: ETERNITY) - Wydany: 18 maja 2020 - Wytwórnia: Big Hit - Format: CD, digital download | 2                 | 1                 | –                 | –                 | 4                 | - KOR: 535 332+ - JPN: 42 479+                   |
| 2020                                           | Minisode1: Blue Hour - Wydany: 26 października 2020 - Wytwórnia: Big Hit - Format: CD, digital download                         | 1                 | 1                 | –                 | 25                | 1                 | - KOR: 896 450+                                  |
| 2022                                           | Minisode 2: Thursday’s Child - Wydany: 9 maja 2022 - Wytwórnia: Big Hit, Republic - Format: CD, digital download                | 1                 | 1                 | 1                 | 4                 | 1                 | - KOR: 1 829 679+ - JPN: 165 011+ - US: 229 000+ |
| 2023                                           | The Name Chapter: Temptation - Wydany: 27 stycznia 2023 - Wytwórnia: Big Hit, Republic - Format: CD, digital download           | 1                 | 1                 | 1                 | 1                 | 1                 | - KOR: 3 063 820+ - JPN: 208 421+ - US: 331 000+ |
| Japońskie                                      | |                   |                   |                   |                   |                   |                                                  |
| 2021                                           | Chaotic Wonderland - Wydany: 10 listopada 2021 - Wytwórnia: Universal Music - Format: CD, digital download                      | –                 | 1                 | 1                 | 177               | 4                 | - KOR: 188 864+                                  |
| „–” oznacza, że wydawnictwo nie było notowane. | |                   |                   |                   |                   |                   |                                                  |

### Single
| Rok       | Dane dot. albumu                                                                                                 | Najwyższa pozycja | Najwyższa pozycja | Sprzedaż        |           |
| Rok       | Dane dot. albumu                                                                                                 | KOR               | JPN               | Sprzedaż        |           |
| Japońskie | Japońskie | Japońskie         | Japońskie         | Japońskie       | Japońskie |
| --------- | --- | ----------------- | ----------------- | --------------- | --------- |
| 2020      | MAGIC HOUR - Wydany: 15 stycznia 2020 - Wytwórnia: Big Hit, Universal Music Japan - Format: CD, digital download | –                 | 2                 | - JPN: 110 167+ |           |
| 2020      | DRAMA - Wydany: 19 sierpnia 2020 - Wytwórnia: Big Hit, Universal Music Japan - Format: CD, digital download      | –                 | 3                 | - JPN: 92 293+  |           |

## Trasy koncertowe
- Act: Lovesick  (2022)
- Act: Sweet Mirage (2023)
- Act: Promise (2024)
- Act: Promise Ep.2 (2025)

## Filmografia
Programy rozrywkowe
- ONE DREAM.TXT (2019)
- TO DO X Tomorrow X Together (2020)
- Weekly TXT (2020)
- TALK X TODAY ZERO (2020)